# 黑水兀兒
黑水兀兒（?—?），五代时黑水靺鞨首领。后唐同光二年（924年），黑水兀兒遣使者到洛阳觐见后唐庄宗李存勖，从登州港入后唐境。黑水兀兒和后一年来朝贡的胡独鹿是黑水靺鞨的两部酋长，两部不相统属。